# 태국 육군사관학교
태국 육군사관학교 (영어 : Chulachomklao Royal Military Academy, CRMA)는 태국 장교 영상 기관이며 카오차녹케, 나컨나욕에 있다. 1887년 8월 5일에 RamaV 왕에 의해 설립되었다.
원래 왕립군사학교(Royal Military Academy)로 시작하여 1948년 1월 1일에 Chulachomklao Royal Military로 바뀌었다.
CRMA는 77년 동안 사란롬 궁전, 방콕에 있었다. 1909년에는 랏차담노인넉길, 방콕으로 이전하였다. 1986년 7월 6일에는 방콕 복동쪽으로 140km 떨어진 카오차녹케, 나컨나욕으로 이전하였다.

## 지원자격
연령: 만 15세 ~ 만 18세
국적: 태국의 국적자
성별: 남성
결혼: 미혼
학력: 1고등학교 졸업 및 졸업예정자 또는 교육부 장관이 이와 등등 이상 의 학력이 있다고 인정한 자.

## 모집요강
-필기시험 (수학, 영어, 태국어, 과학, 사회 연구)
-체력검정(턱걸이, 윗몸일으키기, 팔굽혀펴기, 50m 달리기, 1000m 달리기, 50m 수영, 제자리멀리뛰기, 셔틀런, 앉아윗몸앞으로굽히기 )
-신체검사
-면접

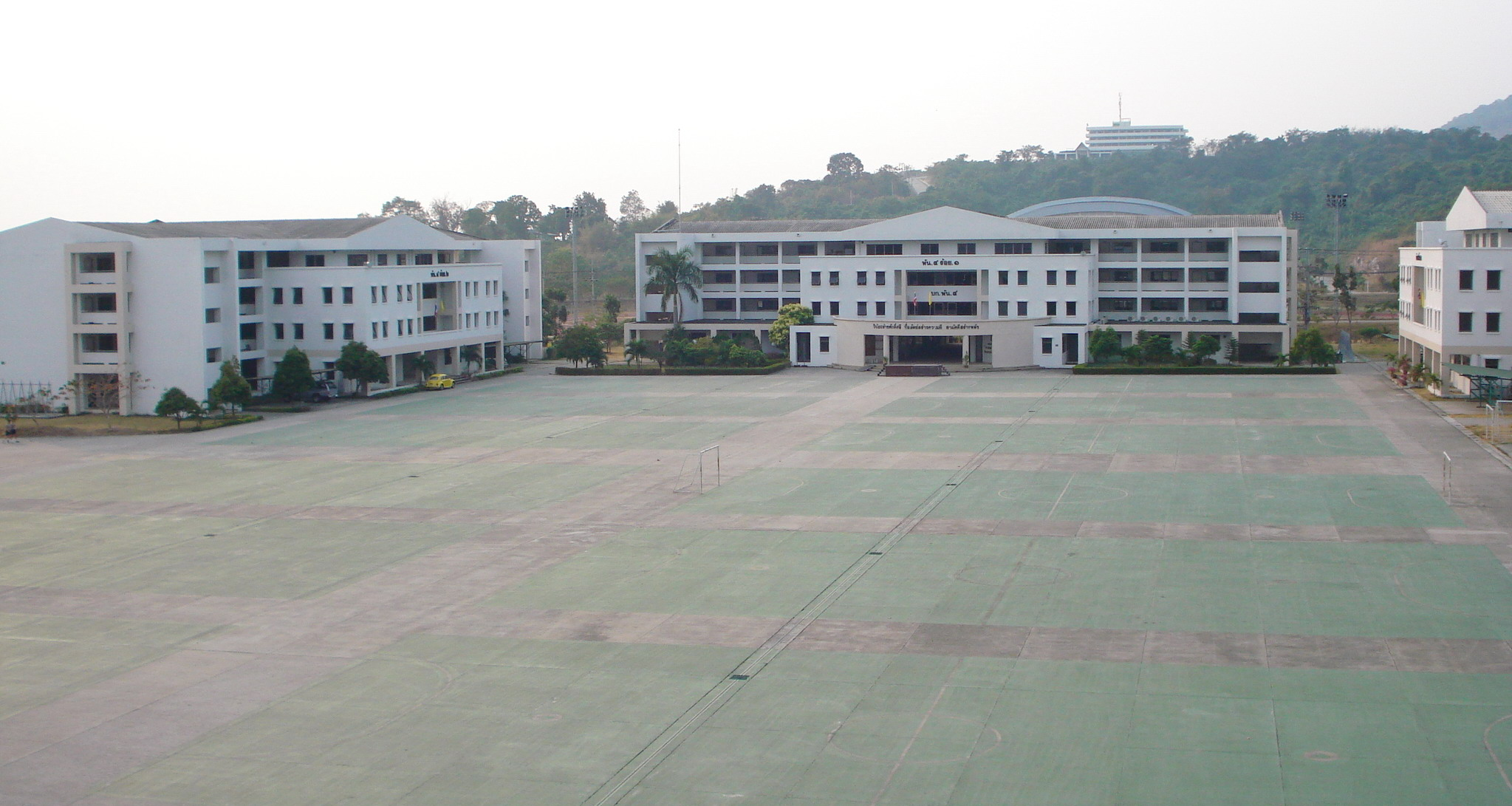
고등사관학교

합격자 220명은 고등사관학교(AFAPS)에서 공군사관학교, 해군사관학교, 명찰사관학교 합격자와 2년 동안 같이 군생활한 후에 각 사관학교로 간다.

## 하루일정
사관생도들은 매일 0515시에 기상하여 08시부터 1500시까지 학과수업을 해당 전공 및 교양과목,  군사학 수업을 받는다. 1530시분터 1700시까지 운동이나 군사훈련을 한다.  자습은 1900시-2100시에 저녁 후 한다.  금요일에는 학교박에 나갈 수 있다.
| 시간        | 일과     |
| ----------- | -------- |
| 05:15       | 기상     |
| 05:20       | 아침점호 |
| 08:00~15:00 | 학과수업 |
| 15:30~17:00 | 군사훈련 |
| 19:00~21:00 | 자습     |

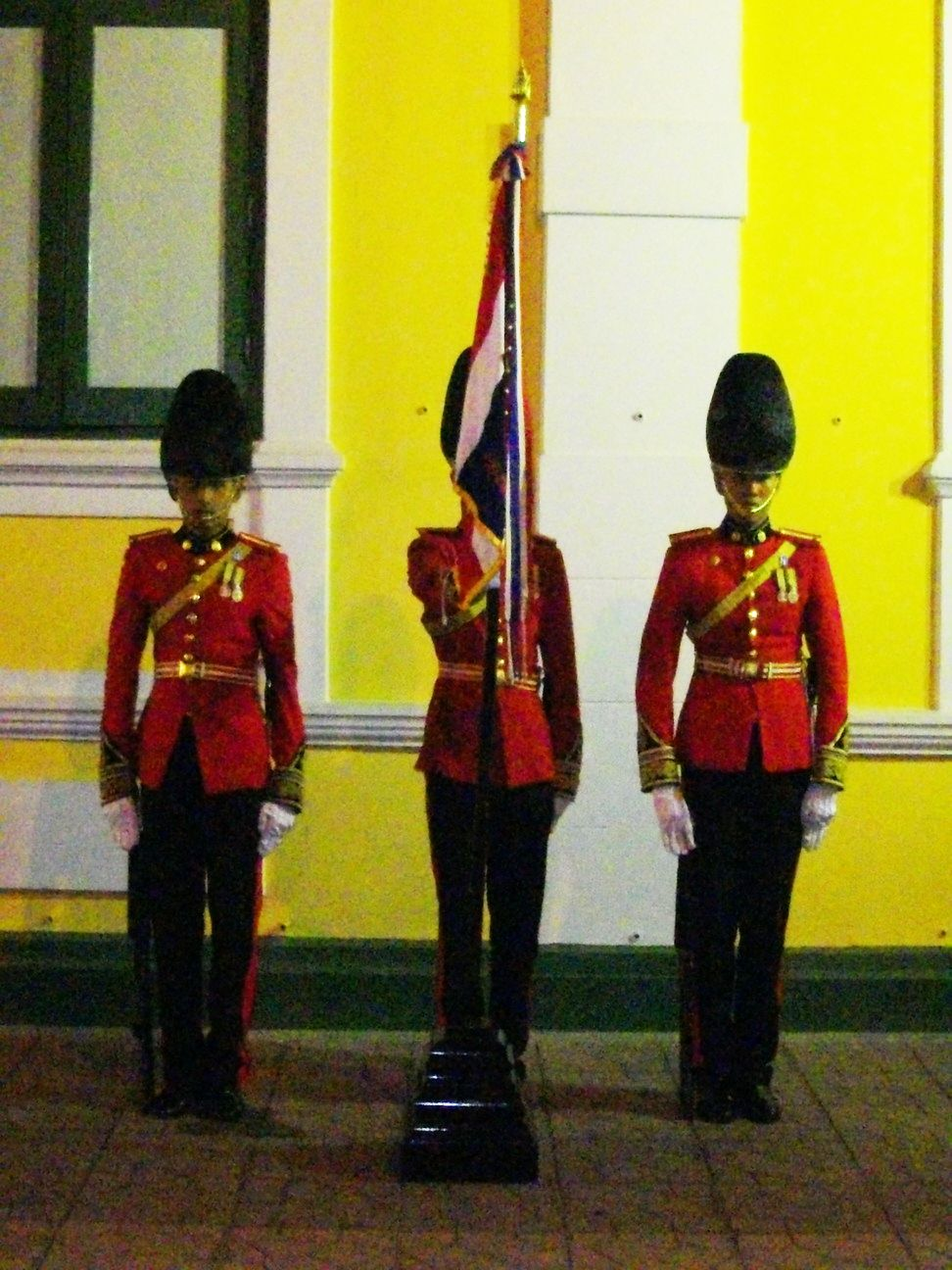
생도

연례 2학기 종료 후 1월에 생도들은 군사훈련을  한다. 1학년은 보병 센터에서 군사훈련하며 2학년은 각 병과에 대한 훈련하고 3학년은 공수훈련, 4학년은 레인저 훈련을 한다.

## 위탁교육
매년 육군사관학교는 외국 사관학교에 생도를 파견하는 위탁교육을 실시하고 있다.  이에 생도들은 1학년 때 해외사관학교 위탁교육에 지원할 수 있다.  위탁생도 선발은 종합성적, 체력 등 다방면의 모든 분야에 대한 평가를 거쳐 학교본부에서의 최종면접을 통해 선발된다.  위탁생도로 선발된 후에는 6개월~1년간의 전문적인 어학교육과 특별교육을 집중 이수하게 되며, 기존의 교육과정에서  열외하여 따로 관리를 받는 대상이 된다.

## 전공
-기계 공학
-통신 전기 공학
-토목 공학
-지도 공학
-컴퓨터 과학
-과학과 기술
-사회 과학 개발학부